# زمانی برای مردن نیست (ترانه)
«زمانی برای مردن نیست» (به انگلیسی: No Time to Die)، ترانه‌ای از خواننده آمریکایی بیلی آیلیش است. این ترانه تِم اصلی ۲۵مین فیلم جیمز باند به همین نام می‌باشد که در ۱۳ فوریه ۲۰۲۰ منتشر گردید. این آهنگ توسط آیلیش و برادرش فینیاس اوکانل در استودیوی در اتاق خواب نوشته و ضبط شده‌است. آیلیش در زمان ساخت این ترانه، با ۱۸ سال سن جوان‌ترین هنرمندی است که تم اصلی فیلم جیمز باند را نوشته و ضبط کرده‌است.
"زمانی برای مردن نیست" اولین بار در جدول تک آهنگ های ایرلند و نمودار تک آهنگ بریتانیا ظاهر شد. این اولین آهنگ شماره یک آیلیش در انگلستان شد و او را به اولین هنرمندی متولد قرن ٢١ تبدیل کرد که در بالای جدول قرار گرفت. بعلاوه ، این آهنگ اولین تم جیمز باند توسط یک هنرمند زن بود که در بالای جدول بریتانیا قرار گرفت ، و همچنین تنها دومین تم جیمز باند بود که در بالای آن جدول قرار دارد. در ایالات متحده ، "هیچ وقت برای مردن" اولین نمایش را به خود اختصاص داد و در جایگاه ١٦ در بیلبورد تک آهنگ داغ قرار گرفت.
این آهنگ در شصت و سومین دوره جوایز سالانه گرمی نامزد دریافت جایزه گرمی بهترین آهنگ نوشته شده برای رسانه های تصویری است.